# En extremt långbent film
En extremt långbent film (engelska: An Extremely Goofy Movie) även känd som Långben på äventyr (engelska: A Goofy Movie 2), är en animerad film från år 2000. Filmen är den fristående uppföljaren till Janne Långben – The Movie. Båda filmerna är baserade på TV-serien Långbens galna gäng. Den släpptes direkt till video i USA och Kanada den 29 februari år 2000.

## Handling
Det har blivit dags för Långbens skateboardåkande son Max, att tillsammans med sina kompisar P.J och Bobby, flytta hemifrån och studera på college. Samtidigt får Långben sparken från sitt jobb i en leksaksfabrik. Han beger sig till arbetsförmedlingen där de säger att utan en akademisk examen blir det inget nytt jobb. Han måste därför börja skolan igen och blir klasskamrat med sin son. Detta till Max förtvivlan då Långben klär sig i sjuttiotalstil med utsvängda byxor och krullig peruk. Och det blir inte bättre när Långben värvas till motståndarlaget i skateboard inför den stora idrottstävlingen.

## Röster (originalversion)
- Bill Farmer - Goofy
- Jason Marsden - Max
- Bebe Neuwirth - Sylvia Marpole
- Jeff Bennett - Bradley "Brad" Uppercrust III
- Jim Cummings - Pete
- Brad Garrett - Tank
- Vicki Lewis - Beret Girl
- Rob Paulsen - P.J.
- Pauly Shore - Robert "Bobby" Zimuruski

## Svenska röster
- Johan Lindqvist - Långben
- Nick Atkinson - Max
- Fredrik Swahn - Bradley
- Charlie Elvegård - Sportkommentator
- Monica Forsberg - Arbetsförmedlerska
- Stephan Karlsén - Svarte Petter
- Fredrik Beckman - Tank
- Lizette Pålsson - Flicka i basker
- Sharon Dyall - Sylvia Marpole
- Kim Sulocki - P.J.
- Ola Forssmed - Bobby

### Fotnoter
1. ↑  ”En extremt långbent film”. Disneyania. 19 mars 2005. http://www.d-zine.se/filmer/extremelygoofymovie.htm. Läst 20 augusti 2016.